# Батлер, Албан
Алба́н Ба́тлер (англ. Alban Butler; 13 октября 1710 — 15 мая 1773) — английский римско-католический священник и агиограф.
Албан Батлер родился в 1710 году в Апплетри, Астон-ле-Уоллс, Нортгемптоншир, и был вторым сыном Саймона Батлера, эсквайра. Его отец умер, когда он был ещё юн, и его отправили в Ланкаширскую школу-интернат, которой руководила Элис Хэррисон. Затем он продолжил католическое образование в Английском колледже в Дуэ во Франции. В 1735 году Батлер был рукоположён в священники.
В Дуэ он был назначен профессором философии, а затем профессором теологии. Там же он начал свою главную работу «Жития отцов, мучеников и других главных святых» (The Lives of the Fathers, Martyrs and Other Principal Saints). Он также подготовил материал для « Воспоминаний о священниках-миссионерах» Ричарда Чаллонера, посвящённых мученикам времён правления Елизаветы. В 1745 году Батлер привлёк внимание герцога Камберлендского, младшего сына короля Георга II, благодаря своей преданности раненым английским солдатам во время поражения в битве при Фонтенуа.
Около 1746 года Батлер служил в качестве наставника и руководителя по Гран-туру для Джеймса и Томаса Талбота, племянников Джильберта Талбота, 13-го графа Шрусбери. Их старший брат Джордж стал преемником своего дяди на посту 14-го графа Шрусбери. И Джеймс, и Томас Талботы позже стали католическими епископами. Некоторое время Батлер был священником-миссионером в Стаффордшире и, наконец, был назначен президентом английской семинарии в Сент-Омере во Франции, где оставался до своей смерти.
Батлер вернулся в Англию в 1749 году и был назначен капелланом герцога Норфолкского, племянника и наследника которого, Эдварда Говарда, Батлер сопровождал в Париж в качестве наставника. Пока он был в Париже, Батлер завершил свои «Жития». Во время своего пребывания на посту президента английской семинарии Батлер также служил епископам Арраса, Сен-Омера, Ипра и Булонь-сюр-Мер в качестве генерального викария. 
Батлер умер в Сен-Омере в 1773 году и был похоронен в приходской церкви Сен-Дени.